# برجا الشوف
برجا الشوف (به عربی: برجا) یک منطقهٔ مسکونی در لبنان است که در استان جبل لبنان واقع شده‌است.

## خصوصیات
برجا الشوف ۷٫۳۰ کیلومترمربع مساحت و ۳۱٬۵۰۰ نفر جمعیت دارد و ۳۱۰ متر بالاتر از سطح دریا واقع شده‌است.